# Бібліотека «Дивосвіт» для дітей
Бібліотека «Дивосвіт» для дітей Оболонського району м. Києва.

## Опис
Площа приміщення бібліотеки — 350 м², книжковий фонд — 30,1 тис. примірників. Щорічно обслуговує 3,4 тис. користувачів, кількість відвідувань за рік — 27,0 тис., книговидач — 72,0 тис. примірників.

## Історія
Бібліотека заснована у 1974 році на Мінському масиві. Є каталоги, систематична картотека статей, інформаційна зона.
Координує роботу з бібліотеками навчальних закладів та дошкільними закладами мікрорайону. При бібліотеці працює клуб «Юний бібліотекар».
23 листопада 2023 року Київська міська рада перейменувала бібліотеку № 102 для дітей на «Дивосвіт».

## Транспорт
Автобуси: 32, 99 — їхати до зупинки «Школа»
Маршрутні таксі: 204, 219, 227, 525, 537 — їхати до зупинки «Школа»